# 500 kajaków

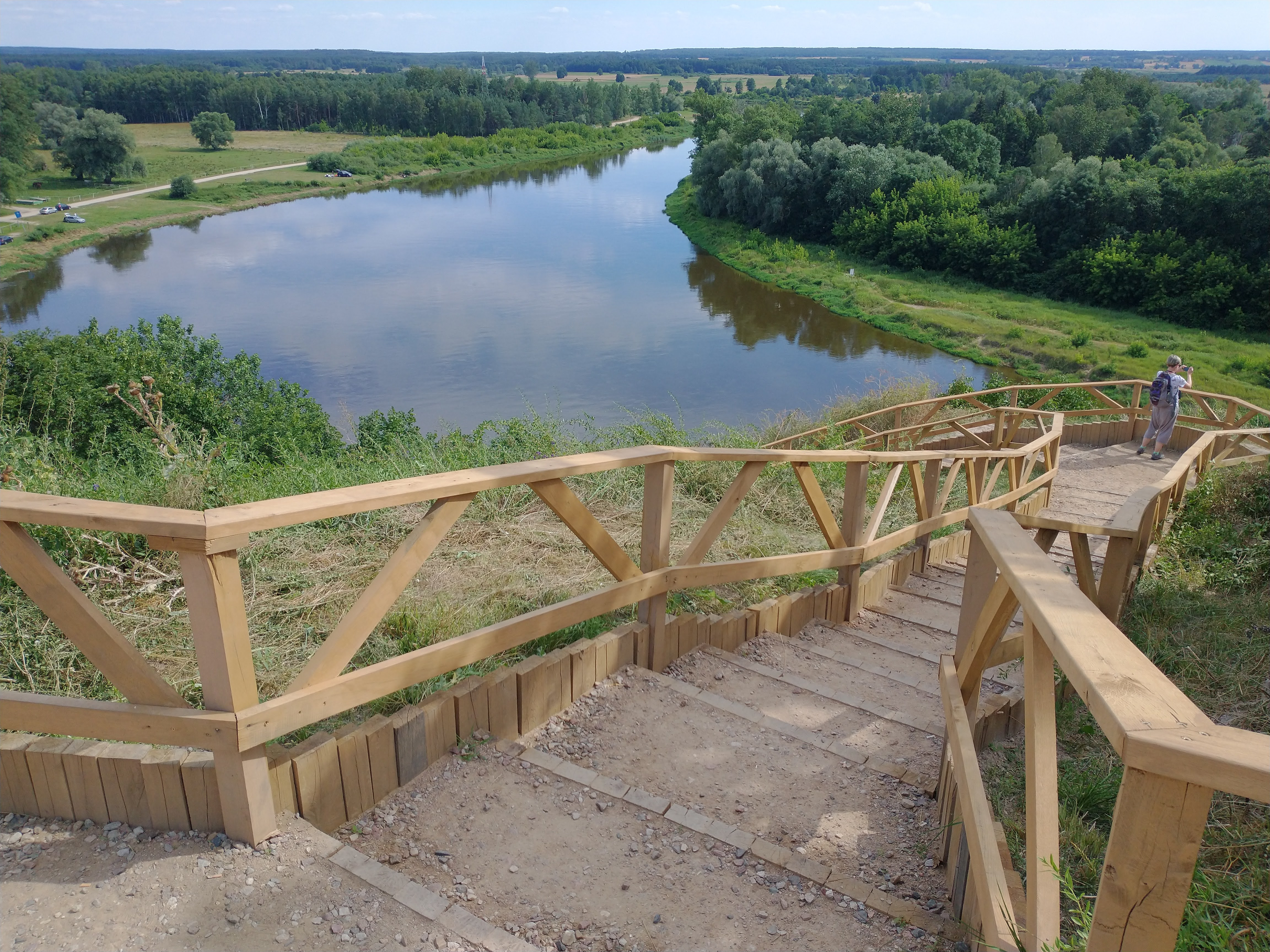
Przełom Bugu widziany z Góry Zamkowej

500 kajaków – spływ kajakowy na Bugu organizowany corocznie począwszy od 2013. Jedna z największych imprez kajakowych w Polsce, największa impreza kajakowa Polski wschodniej.

## Historia
Pierwsza edycja imprezy odbyła się w 2013 (232 załogi) i nawiązywała do obchodów pięćsetlecia powstania województwa podlaskiego. Z tego powodu corocznie start imprezy następuje w Drohiczynie, pierwszej historycznej stolicy Podlasia. Zakończenie spływu jednodniowego ma miejsce w Grannem, gdzie w 1794 odbyła się bitwa wojsk polskich broniących Konstytucji 3 Maja z Rosjanami, zwana też bitwą pod Krzemieniem. Opcja dwudniowa kończy się w miejscowości Nur. W Grannem odbywa się biesiada z lokalnymi kulinariami i mają miejsce koncerty muzyczne.

## Charakter
Impreza ma charakter otwarty i adresowana jest do szerokiego spektrum kajakarzy, zarówno zaawansowanych, jak i początkujących. Do 2017 włącznie we wszystkich edycjach  wzięło udział około 2300 osób. Najwięcej spłynęło w 2017 – 362 załogi (670 osób). Głównym organizatorem wydarzenia jest Miejsko-Gminny Ośrodek Kultury w Drohiczynie.

## Nagrody
Impreza była nagradzana:
- w 2013 otrzymała nagrodę Polskiego Związku Kajakowego za największą imprezę kajakową w Polsce,
- w 2016 uhonorowana została tytułem „Top Regionu 2015” w kategorii „Wydarzenia Sportowe roku 2015” przez słuchaczy Radia Podlasie,
- w 2017 nominowana była do Podlaskiej Marki Roku 2016[1].
- w 2019 została laureatem konkursu na "Najlepszy Produkt Turystyczny Województwa Podlaskiego 2019".